# Aadorp
Aadorp este un sat în comuna Almelo, provincia Overijssel, Țările de Jos. Aadorp este situat de-a lungul canalului Almelo-De Haandrik și a unei linii de tren. Satul are o populație de aproximativ 1500. Aadorp se învecinează cu: Vriezenveen, Almelo și Wierden.